# Orthetrum brunneum
Orthétrum brun
Espèce
Synonymes
- Libellula brunnea Fonscolombe, 1837 (protonyme)

Statut de conservation UICN

LC : Préoccupation mineure
Orthetrum brunneum, l’Orthétrum brun, est une espèce d'insectes odonates de la famille des Libellulidae et du genre Orthetrum, originaire d'Europe, du Moyen-Orient et d'Asie centrale. Le mâle est bleu et la femelle est jaune et noir. L'espèce se reproduit dans les eaux stagnantes ou peu courantes, ensoleillées, peu profondes et peu végétalisées. 

## Description

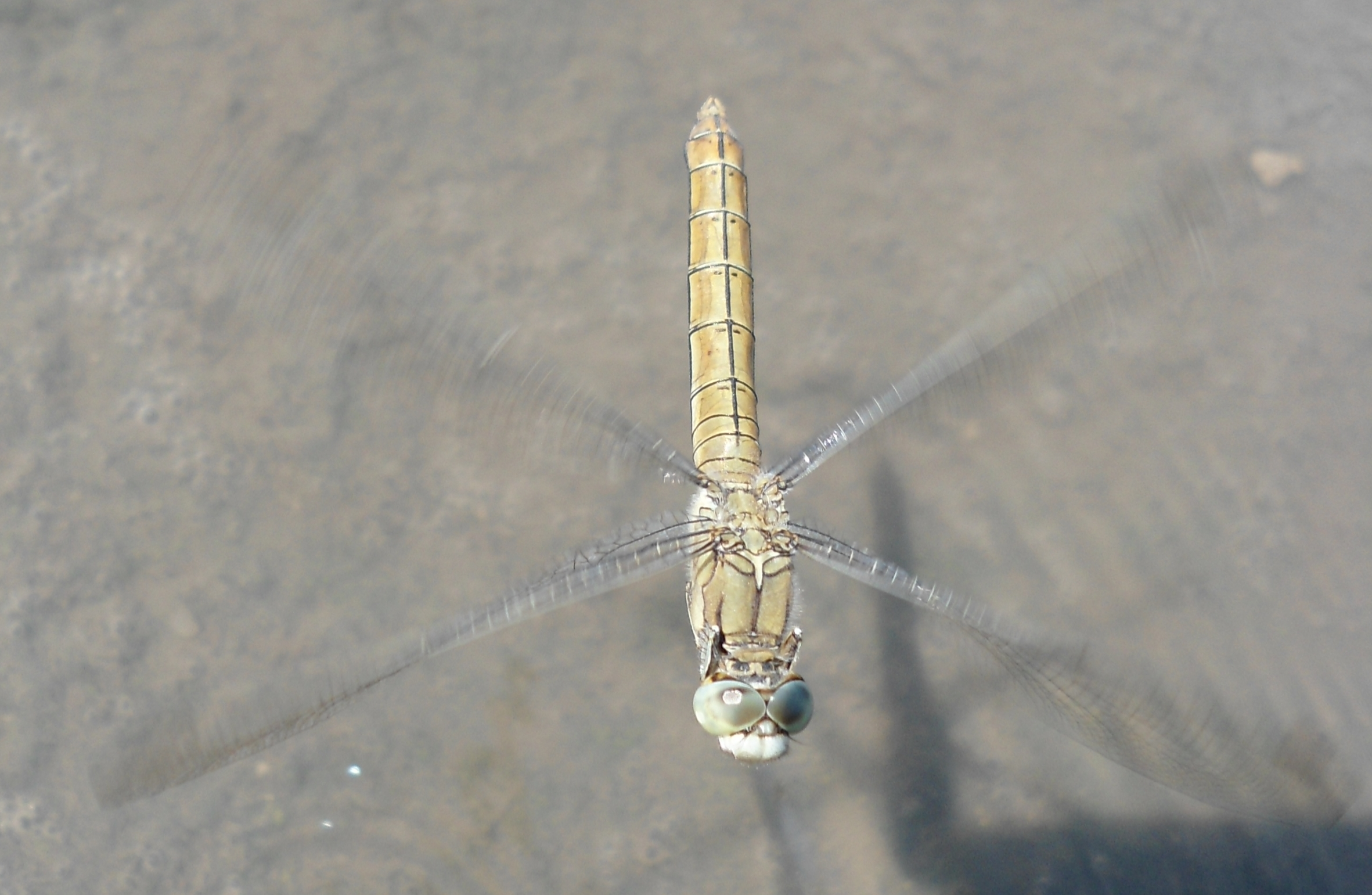
Femelle.

L'abdomen des mâles mesure entre 25 et 34 mm ; celui des femelles mesure entre 25 et 33 mm. Les mâles adultes sont de couleur bleue et les femelles jaunes et noires. La face blanche chez les deux sexes est caractéristique. Les ptérostigmas sont bruns-jaunes. L'espèce est relativement simple à reconnaître, mais la confusion est possible avec Orthetrum coerulescens. À maturité, Orthetrum brunneum est tout bleu, couvert de pruine, avec la face claire, ce qui le différencie de Orthetrum coerulescens, dont la face est brune et qui dans le nord ne se couvre pas souvent de pruinosité sur le thorax. Les femelles des deux espèces sont les plus difficiles à distinguer. L'observation de la nervation facilite l'identification ainsi que le nombre de cellules dédoublées au-dessus de la nervure. Il n'y a peu ou pas de radiale supplémentaire pour O. coerulescens, mais parfois nombreuses pour O. brunneum.

## Biologie et habitat

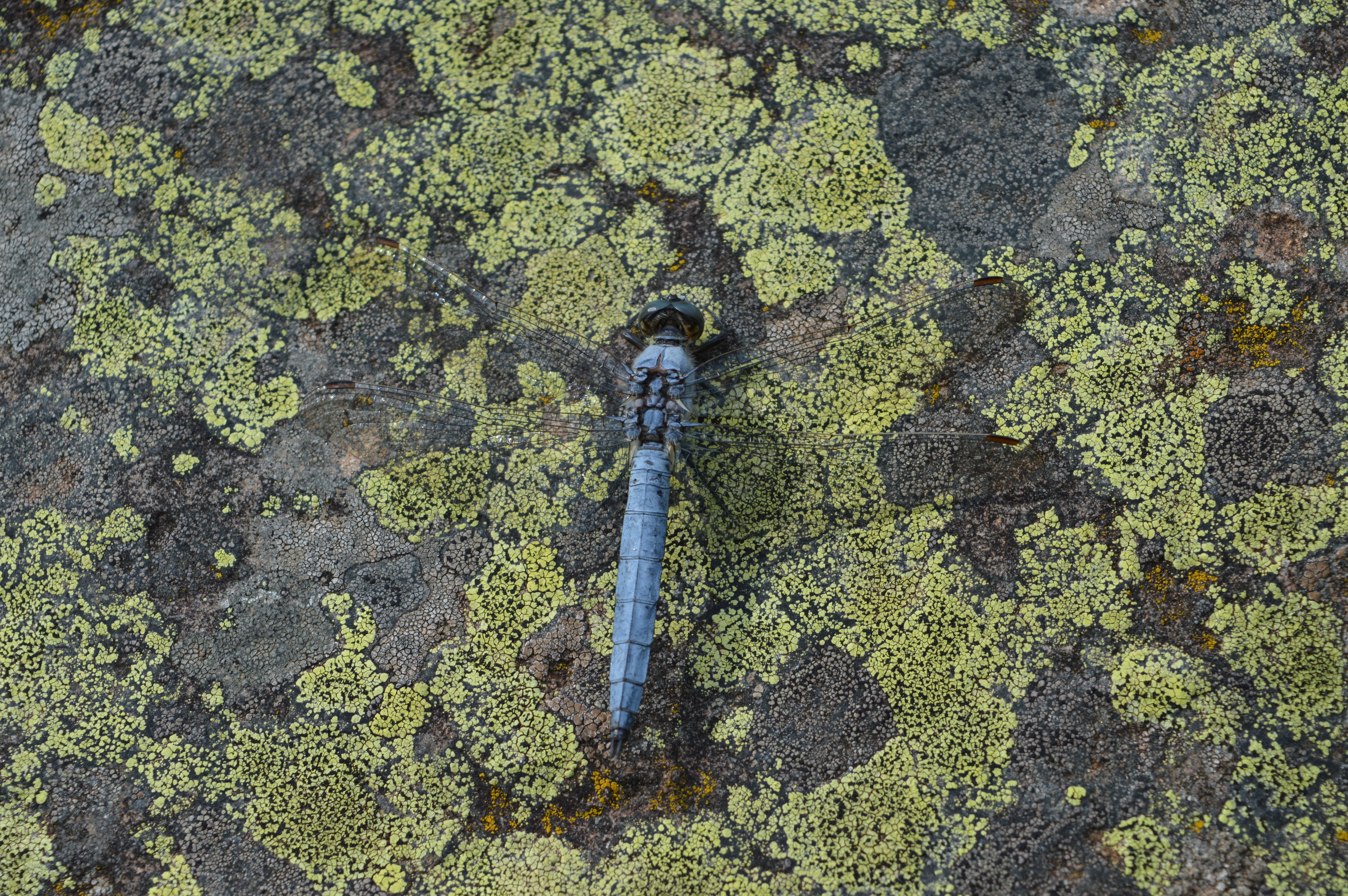
Mâle.

Les adultes s'observent de mai à octobre dans le sud, de juin à septembre dans le nord. L’Orthétrum brun se reproduit dans les eaux stagnantes, ou faiblement courantes, peu profondes, bien ensoleillées et peu végétalisées, se réchauffant rapidement. C'est une espèce typique des milieux pionniers, faisant partie des premières espèces à coloniser les plans d’eau récemment créés, les gravières et les carrières. Avant l’accouplement, mâles et femelles volent en tandem puis forment un cœur copulatoire. Les imagos s'observent parfois également sur les vasières exondées des rivières plus larges (par exemple l'Essonne), sur les rives internes des méandres. C'est une espèce thermophile : les imagos ne sont visibles que par très beau temps.

## Répartition
L’Orthétrum brun est eurasiatique, présent de l’ouest de l’Europe à la Mongolie et du Maghreb à la mer Baltique. Étant thermophile, sa présence est limitée aux zones de plaine dans le nord de son aire de répartition. Dans le sud, l'espèce est présente jusqu’à 1 800 m d'altitude.

## Sous-espèces
Deux sous-espèces ont été décrites, :
- Orthetrum brunneum brunneum (Fonscolombe, 1837)
- Orthetrum brunneum cycnos (Sélys, 1848)

## Systématique
Le nom scientifique complet (avec auteur) de ce taxon est Orthetrum brunneum (Fonscolombe, 1837). L'espèce a été initialement classée dans le genre Libellula sous le protonyme Libellula brunnea, par l'entomologiste français Étienne de Fonscolombe, en 1837.
Ce taxon porte en français le nom normalisé « Orthétrum brun »,,.

## Menaces et conservation
L'une des menaces qui pèsent sur l'habitat de Orthetrum brunneum est l'agriculture et la pollution de l'eau. Les longues périodes de sécheresse risquent également de détruire certains de ses lieux de reproduction. Selon l'UICN (30 août 2021), des recherches sur les chiffres et les tendances de la population sont en cours, mais des études plus approfondies sont nécessaires, ainsi que des mesures de conservation pour empêcher la perte d'habitat, car aucune n'est en place actuellement. Malgré cela, Orthetrum brunneum est commun dans sa vaste aire de répartition, en particulier de l'Atlantique à l'Asie centrale, et s'étend actuellement vers le nord en Europe. Ainsi, bien que la taille des populations soit inconnue, l'espèce est évaluée comme étant de « préoccupation mineure » (LC) par l'UICN.